# Убийство детей Аройо
Убийство детей Аройо — террористический акт, произошедший 2 января 1971 года. В результате нападения двое израильских детей погибли, когда палестинские боевики бросили ручную гранату в движущийся автомобиль семьи Аройо, осматривавшей Сектор Газа. Это нападение стало поворотным моментом в подходе Израиля к террористическим угрозам, исходящим из Сектора Газа. После атаки Израиль начал масштабную контртеррористическую операцию в Секторе Газа.

## Предыстория
Семья Аройо (Марко и Клэр) переехала в 1930-х годах из Болгарии на Мальту, где они владели текстильным магазином в Валлетте под названием «Swiss House». Их дети позже переехали в Великобританию.
В 1969 году Роберт и Прити Аройо иммигрировали в Израиль из Великобритании и поселились в Кирьят-Оно. Семья Аройо регулярно путешествовала по Израилю по выходным.

## Теракт
В субботу, 2 января 1971 года, семья Аройо совершала поездку по сектору Газа на своей машине. Днём, когда семья начала возвращаться домой, они свернули на неправильную дорогу и в результате проехали по главной дороге к северу от города Газа, где 15-летний палестинский мальчик бросил ручную гранату в окно движущейся машины семьи Аройо. Ручная граната упала на заднее сиденье, где сидели дети и их мать. Взрыв сразу же убил 4-летнюю Авигайль. 7-летний Марк-Даниэль был тяжело ранен и позже скончался от полученной травмы в больнице. Мать, Прити Аройо, была тяжело ранена и нуждалась в длительной реабилитации и осталась инвалидом после инцидента.
Сразу после инцидента отец, Роберт Аройо, попытался позвать на помощь и обратился к двум молодым арабским мужчинам, которые были свидетелями инцидента. Его мольбы остались без ответа, поскольку позже выяснилось, что эти люди действовали в качестве наблюдателей во время атаки. Роберт Аройо, который был легко ранен в результате атаки, сумел развернуть машину и добраться до контрольно-пропускного пункта Армии обороны Израиля, прежде чем потерял сознание.

## Последствия

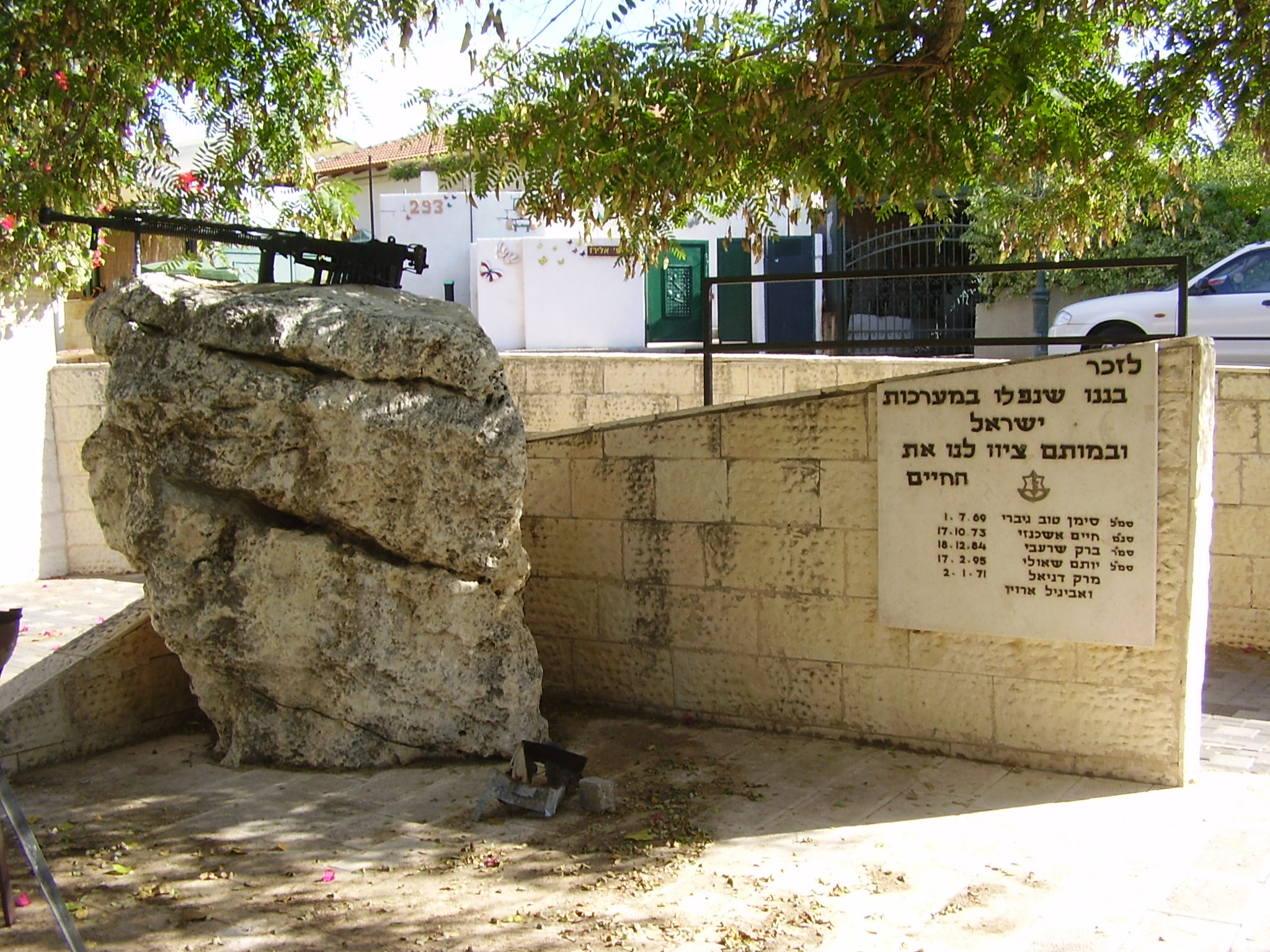
Памятник израильским жертвам террора, расположенный в Кфар-ХаНагид. Среди имён, указанных на памятнике, есть и дети семьи Аройо

Убийство шокировало израильскую общественность, главным образом из-за жестокости нападения. Кроме того убирые детки были известны многим, так как снимались в рекламных роликах. Дети были похоронены на кладбище на Елеонской горе в Иерусалиме. На их похоронах главный раввин ЦАХАЛа Шломо Горен произнёс поминальную речь. Израильские силы безопасности поймали виновных — 15-летнего Мохаммада Сулеймана Аль-Заки из квартала Шауджайя (который бросил гранату) и двух его сообщников 16 и 17 лет. Все они были учениками старшей школы «Фалестин», завербованными высокопоставленным членом ООП. Помимо убийства детей семьи Аройо, нападавшие также участвовали в нескольких других атаках, и им было предъявлено обвинение по 18 пунктам в метании гранат и установке взрывных устройств. Заки и его сообщники были приговорены военным судом в Газе к пожизненному заключению. Заки был освобождён из тюрьмы в 1985 году в рамках сделки Джибриля.
В результате нападения на город Газа был наложен комендантский час, а шоссе, на котором произошла атака, было закрыто на месяц. Политика невмешательства, которую израильские военные проводили в секторе Газа с тех пор, как Израиль взял под контроль сектор Газа в Шестидневной войне (отчасти в результате усилий ЦАХАЛа по сосредоточению на Войне на истощение в районе Суэцкого канала), изменилась после этого инцидента. Контртеррористическая кампания была поручена главе Южного командования ЦАХАЛа Ариэлю Шарону. Вдоль «Зелёной линии» был установлен защитный забор для предотвращения проникновения боевиков. В сектор Газа было переброшено большое количество сил ЦАХАЛа, который был разделён на более мелкие секции, где отряд (подразделение) «Сайерет Шакед» интенсивно действовал против активных террористических ячеек. Кроме того, был создан отряд (подразделение) «Сайерет Римон» под командованием Меира Дагана, чтобы обеспечить целенаправленную борьбу с террористическими ячейками. В июле 1971 года различные силы ЦАХАЛа вошли в лагеря беженцев Джабалия и Аль-Шати.

## Жертвы
- Авигайль Аройо, 4 годика[3][10]
- Марк-Даниэль Аройо, 7 лет[2][3]